# Šloprog
Jezero Šloprog površine ukupno oko 1,1 hektara (površina ovisi o vodostaju rijeke Drave) nalazi se u Koprivničko-križevačkoj županiji u južnom dijelu općine i naselja Legrad.

## Opis
Jezercem gospodari ŠRK "Smuđ" Legrad i na obali ima svoj ribički dom. Jezerce je mutno, nastalo iskapanjem pijeska i šljunka a opskrbljuje se vodom podzemno iz rijeke Drave i oborinskih voda. Dno jezera je šljunkovito i više muljevito, mjestimično obraslo vodenom travom krocanj, trskom, rogozom, šašom, čičkom i drugim vodenim biljem a ima i lopoča. Južni dio jezera je plići i mutniji a sjeverniji dublji i nešto bistriji. Sjeverozapadna obala je pristupačna i uređena s natkrivenim sjenicama i više desetaka ribičkih mjesta, a s druge strane sjeveroistočna je obrasla niskim i visokim raslinjem i šikarom. Oko jezera, iza šumarka, su livade i naselje Legrad. 

#### Ribolov
Jezero Šloprog je jedno od najmanjih u županiji koje se poribljava. Ima ribljih vrsta za neke vrste sportskog ribolova. Od plemenitih i većih ribljih vrsta ima: šaran, amur, tolstolobik, štuka, linjak i drugih. Ima i manjih ribljih vrsta crvenperka, žutooka-bodorka, bjelka-uklija i druge, kao i invazivnih alohtonih vrsta patuljastog somića, babuške, sunčanice i bezribice. Zabranjena je uporaba čamaca.

## Galerija
- Šloprog jezero
- Šloprog jezero
- Šloprog jezero